# Auricularia auricula-judae
L'Auricularia auricula-judae (noto comunemente come orecchio di Giuda) è un fungo della famiglia delle Auriculariaceae.

È la specie più nota del genere Auricularia. Viene coltivato su tronchi d'albero ed è oggetto di commercio soprattutto in Cina.

## Descrizione della specie
Corpo fruttifero 
1–6 cm di diametro, sessile o con brevissimo gambo, a forma di coppa o di orecchio, con la superficie esterna pruinosa, per la presenza di peluria, e la superficie interna venata, traslucida, di colore bruno-rossiccio, di consistenza elastica e gelatinosa, orlo ondulato.
 Carne 
Di colore rosso-brunastro, gelatinosa, elastica, cartilaginea con il tempo secco, ritorna alla consistenza gelatinosa dopo l'idratazione.
- Odore: subnullo.
- Sapore: dolce, a volte appena percepibile. Molto gradevole al palato per via della sua consistenza cartilaginea.

 Microscopia 
- Spore: 16-20 x 7-8 µm, cilindriche, allantoidi, lisce, guttulate, con apicolo evidente, bianche in massa.
- Basidi: cilindrici, lunghi sino a 70 µm, settati trasversalmente, con 4 lunghi sterigmi curvi.
- Ife: ramificate, nodose, con diametro di 1-4 µm.

## Commestibilità
Buona, ma vi sono pareri discordanti al riguardo, in quanto secondo alcuni non è un fungo di particolare pregio. Ciononostante molti lo considerano un ottimo commestibile.
Può essere consumato crudo insieme all'insalata.
È un fungo molto apprezzato e ricercato in alcuni paesi orientali (Cina, Filippine, Giappone), dove viene coltivato e commercializzato; è molto ricercato anche in alcune zone d'Italia.
Se consumato troppo di frequente e in quantità eccessive può far insorgere la sindrome di Szechwan.

## Habitat
Lignicolo, cresce su tronchi di latifoglie, soprattutto di sambuco, a fine inverno e in primavera; raro durante l'autunno.

## Etimologia
Dal latino auricula, diminutivo di auris = orecchio, per la sua forma e judae, di Giuda.

## Specie simili
- L'Auricularia auricula-judae è fungo pressoché inconfondibile tuttavia può essere confuso con diversi Ascomiceti appartenenti al genere Peziza o con la Tremella mesenterica non commestibile), che condivide lo stesso habitat, ma ha la superficie superiore molto più pelosa e colorazione più chiara.
- Può essere confusa con Guepinia rufa che però cresce unicamente in boschi di conifere, e non in quelli di latifoglie.

## Sinonimi e binomi obsoleti
- Auricularia auricula (Hook. f.) Underw., Mem. Torrey Bot. Club 12: 15 (1902)
- Auricularia auricularis (Gray) G.W. Martin, Am. Midl. Nat. 30: 81 (1943)
- Exidia auricula-judae (Alb. & Schwein.) Fr., Systema mycologicum (Lundae) 2(1): 221 (1823)
- Gyraria auricularis Gray, A Natural Arrangement of British Plants (London) 1: 594 (1821)
- Hirneola auricula (L.) P. Karst., Deutschlands Flora, Pilze: 93 (1880)
- Hirneola auricula-judae (L.) Berk., Outl. Brit. Fung. (London): 289 (1860)
- Hirneola auricularis (Gray) Donk, Bulletin du Jardin Botanique de Buitenzorg, 3 Série 18: 89 (1949)
- Merulius auricula (L.) Roth
- Peziza auricula-judae (Bull.) Bolton, Hist. fung. Halifax: tab. 107 (1786)
- Tremella auricula L., 2: 1157 (1753)
- Tremella auricula-judae Bull., Herbier de la France 9: tab. 427, fig. 2 (1789)

## Galleria d'immagini

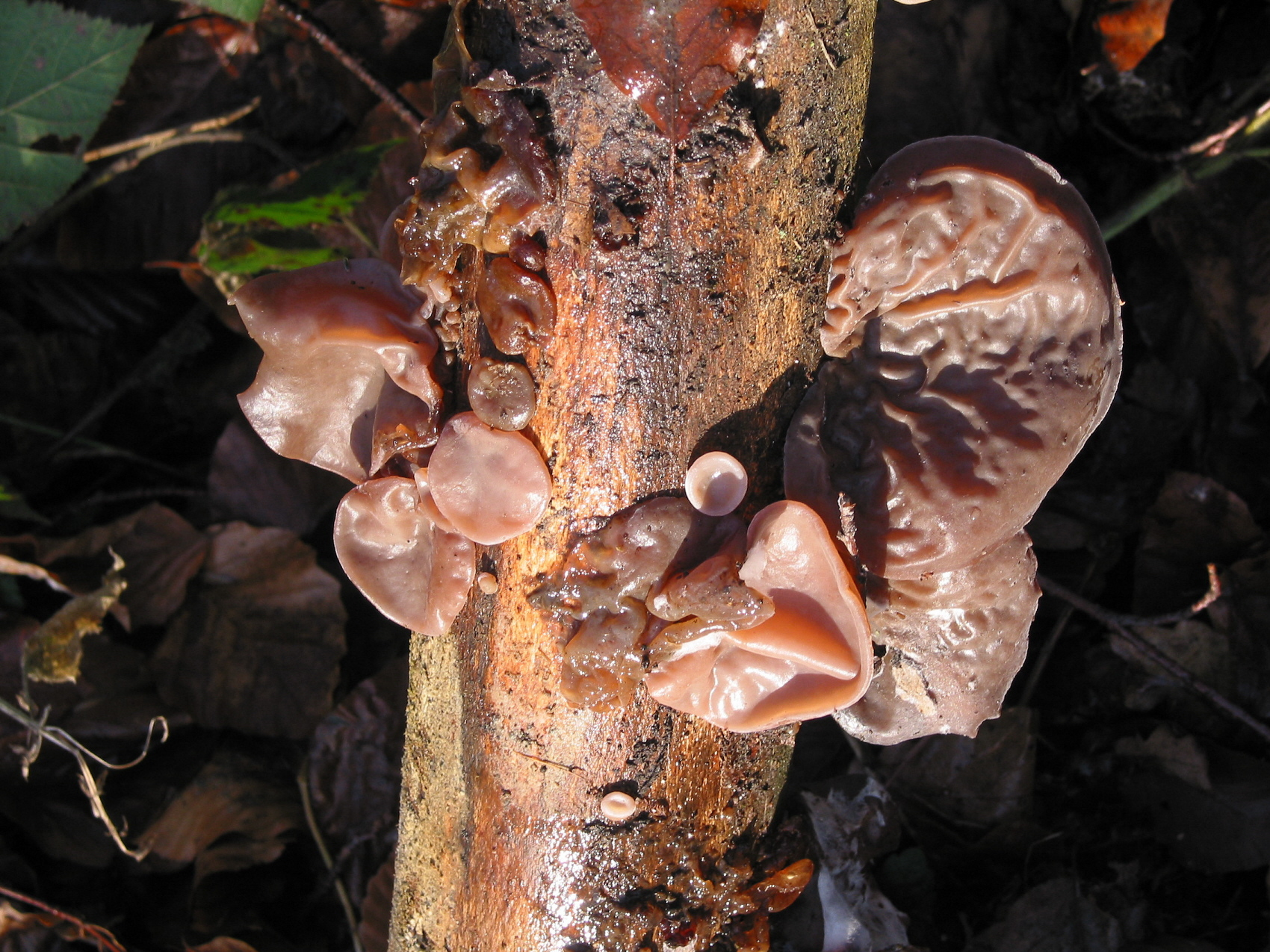
Auricularia auricula-judae (Fr.) Quél., Forh. Vidensk.-Selsk. Kristiania: 207 (1886)
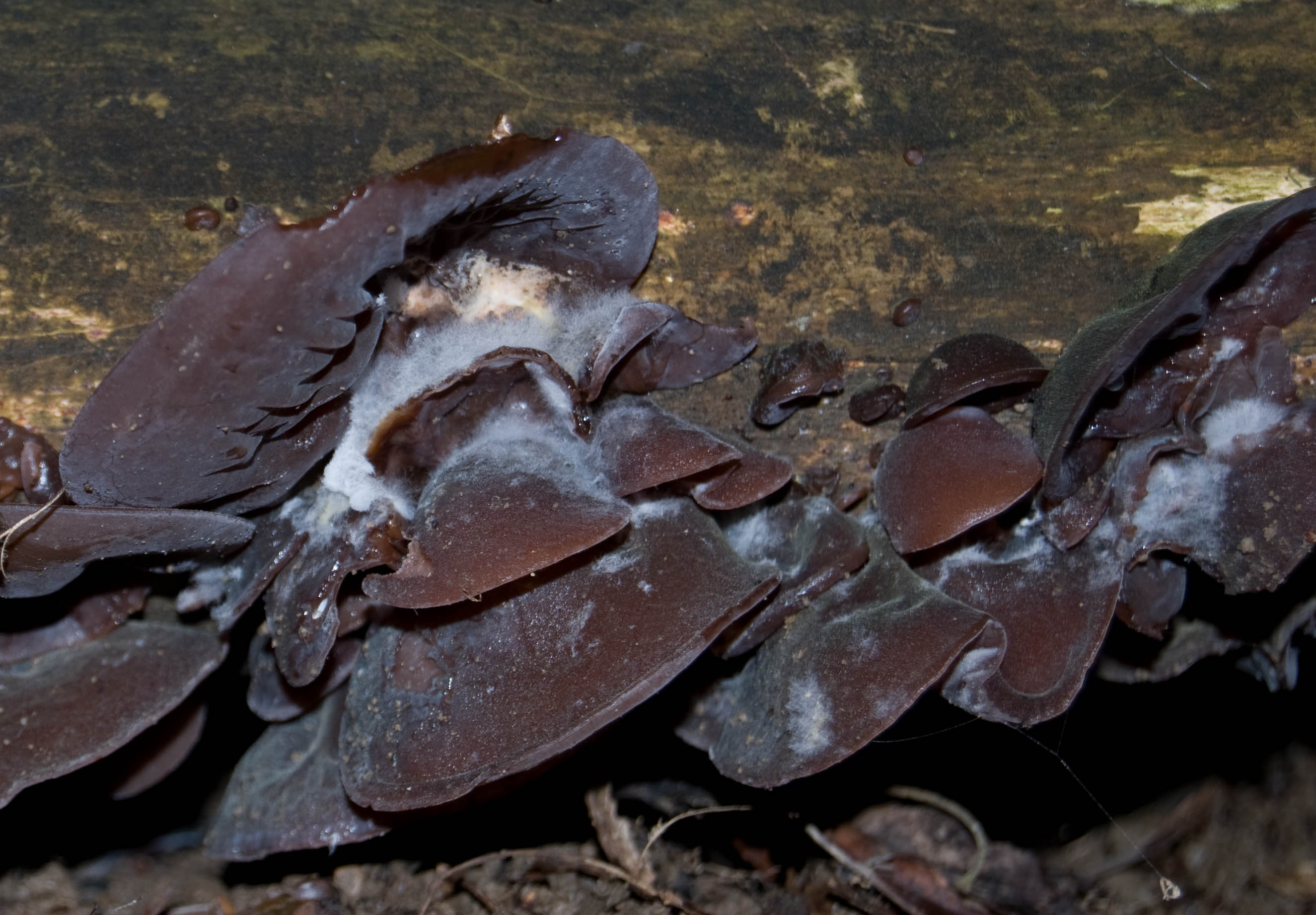
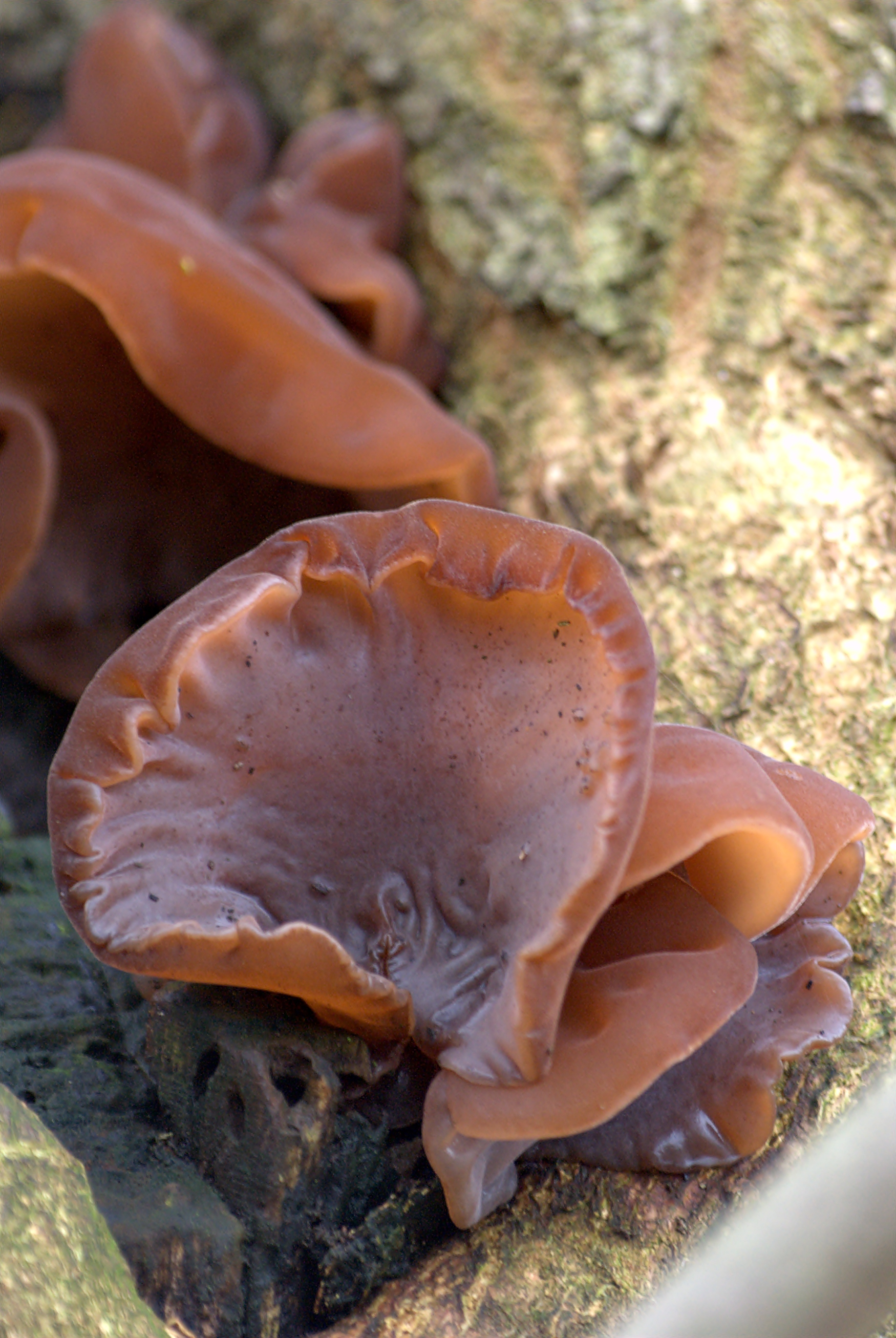
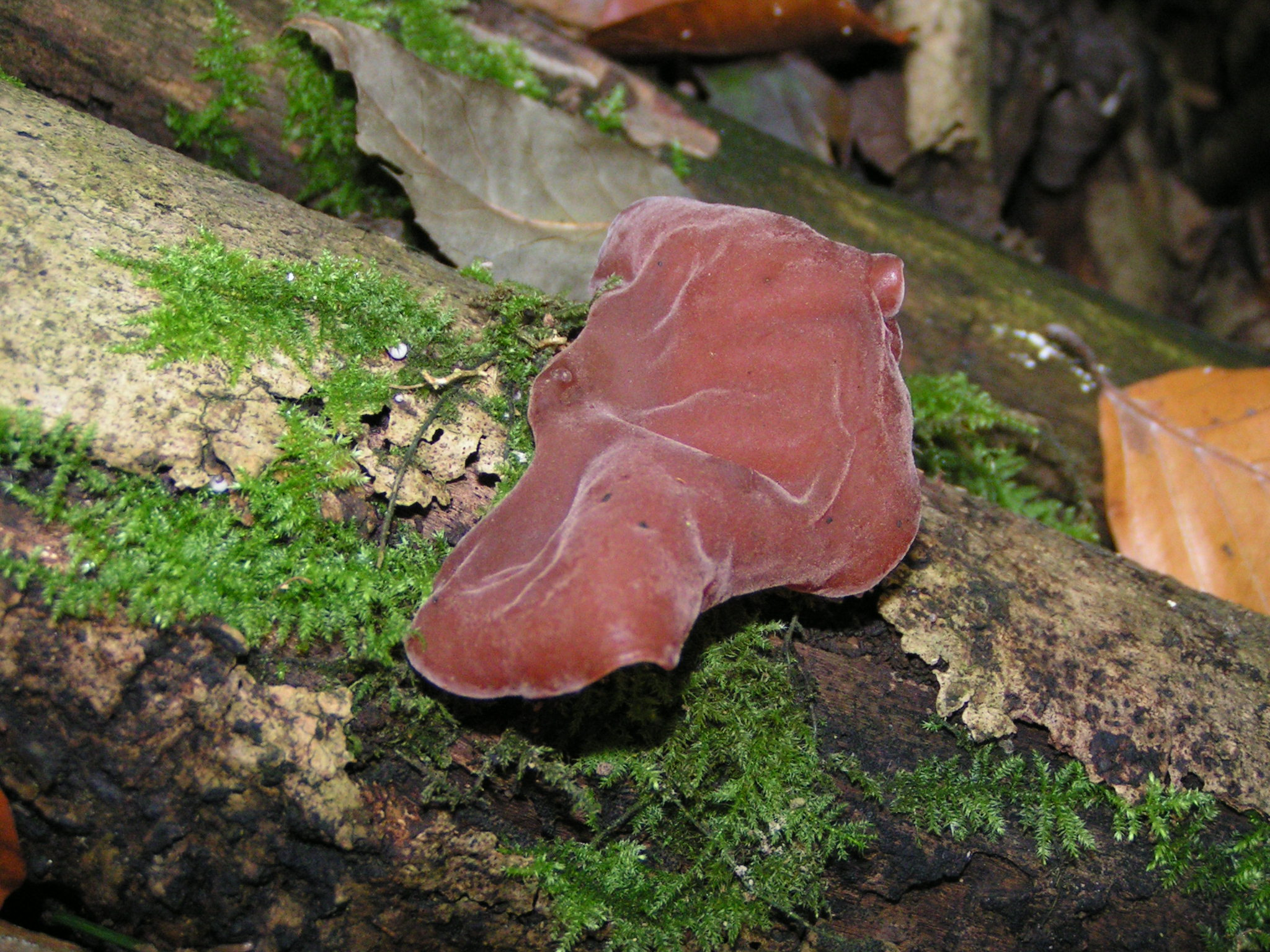
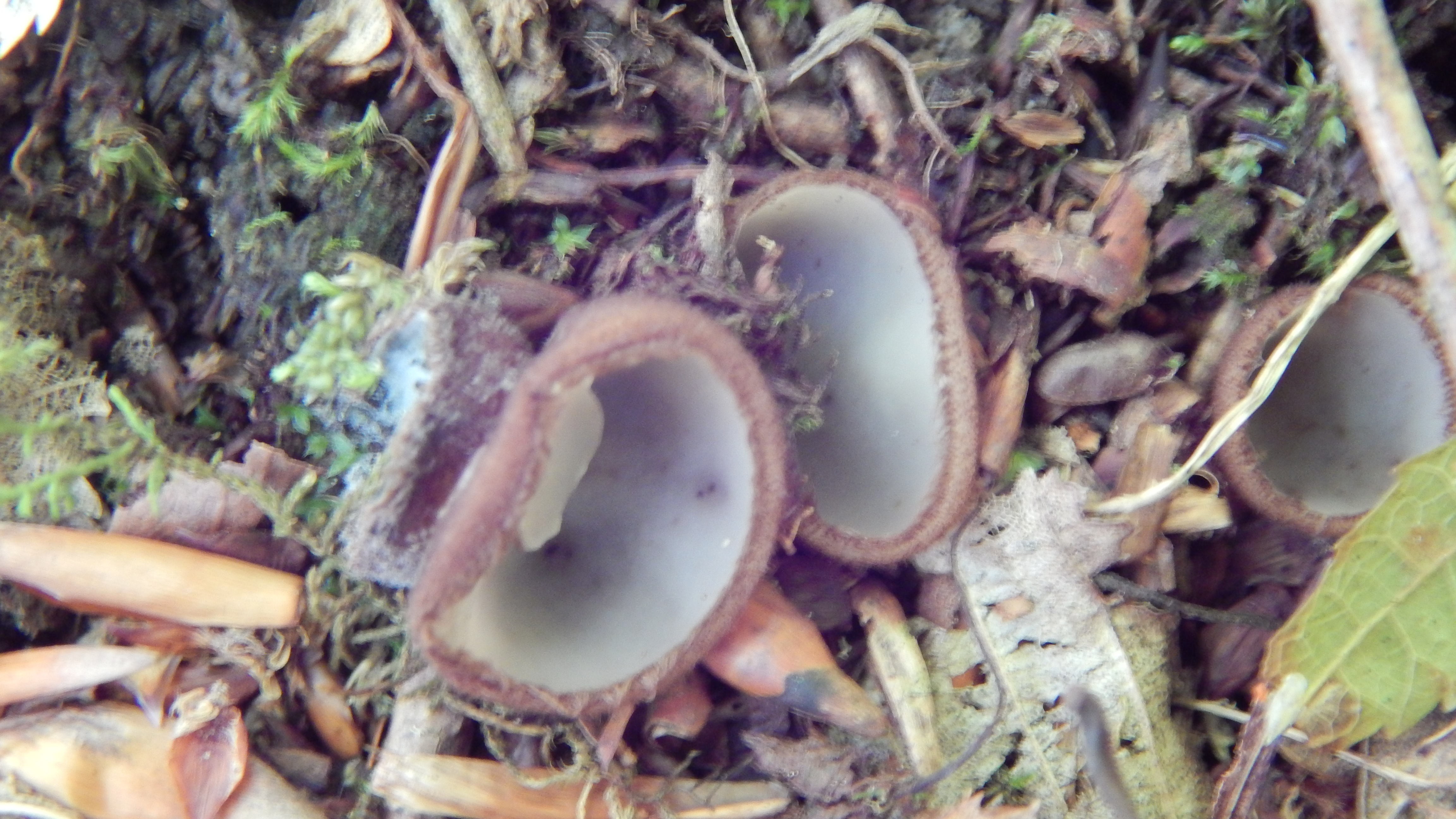
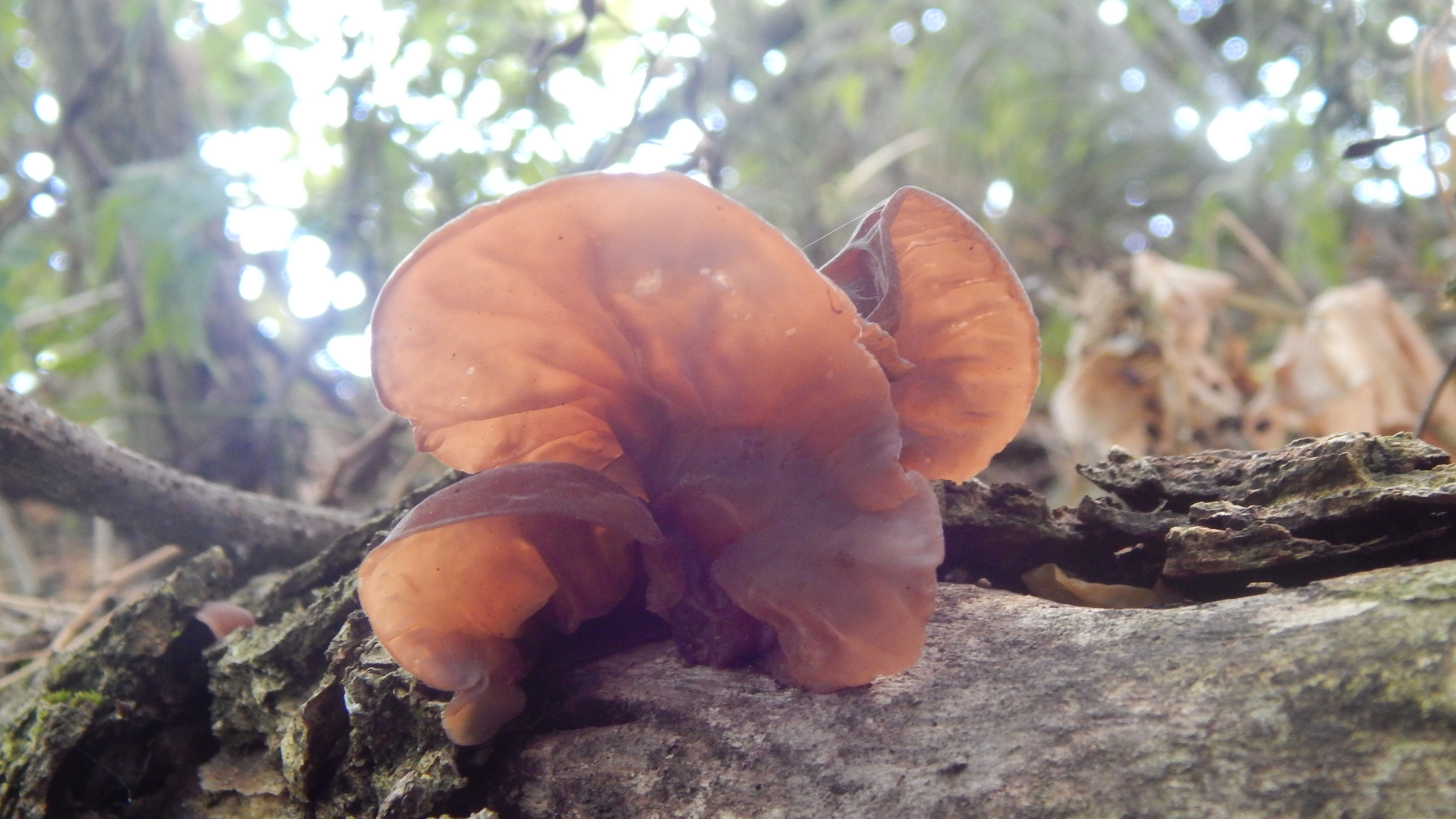